# 紅石谷風景區
红石谷风景区，是中國安徽省金寨县的一個风景区，面积80平方公里，位于大别山北麓，是大别山国家地质公园的重要组成部分，也是六安瓜片的产地。峡谷全长7公里，其东侧为变质岩，西侧为火山岩。珍贵树种有香果树、银杏、五针松、金钱松、杜仲、厚朴、大别山山核桃、天目木姜子、野生猕猴桃、五叶红枫、红藤等。野生动物主要有金钱豹、穿山甲、黄羊、野猪、白冠长尾雉等。由於用地審批問題，2017年9月景区被当地旅游部门关闭。2019年11月19日六安市文化和旅游局取消景区质量等级。